# مقاطعة سوين (كارولاينا الشمالية)
مقاطعة سوين (بالإنجليزية: Swain County)‏ هي إحدى مقاطعات ولاية كارولاينا الشمالية في الولايات المتحدة الأمريكية. مركز المقاطعة أو مقعدها هي مدينة برايسون سيتي. تأسست هذه المقاطعة سنة 1871.أصل هذه المقاطعة يأتي من: مقاطعة جاكسون ومقاطعة ماكون.